# Nyctemera moolaica
Nyctemera moolaica är en fjärilsart som beskrevs av Moore 1878. Nyctemera moolaica ingår i släktet Nyctemera och familjen björnspinnare. Inga underarter finns listade i Catalogue of Life.